# کریستین ریسینوس
کریستین ریسینوس (انگلیسی: Christian Recinos؛ زادهٔ ۲۴ دسامبر ۱۹۹۴) بازیکن فوتبال اهل گواتمالا است.
وی همچنین در تیم ملی فوتبال Guatemala بازی کرده‌است.